# 9月

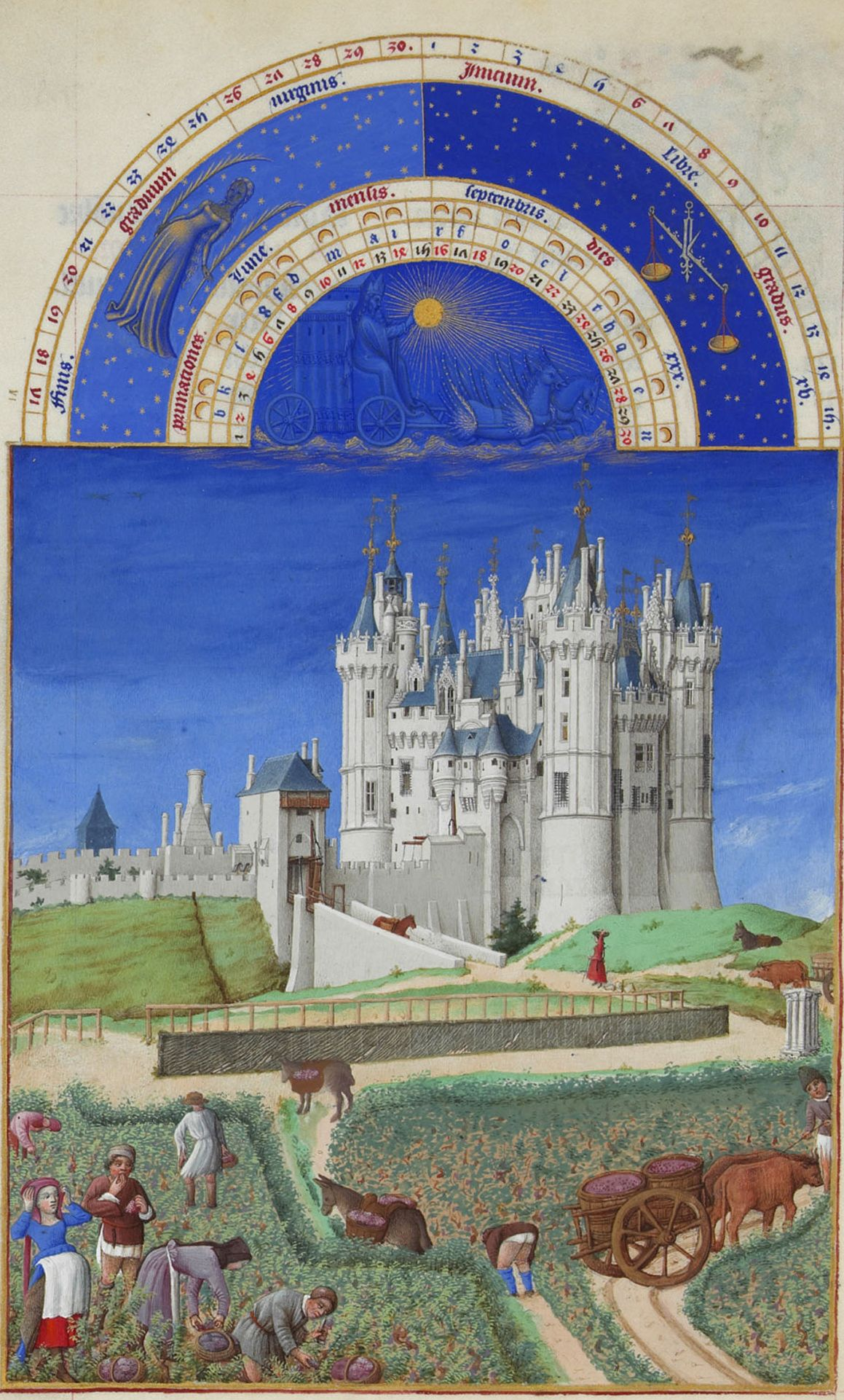
『ベリー公のいとも豪華なる時祷書』より9月

9月（くがつ）は、グレゴリオ暦で年の第9の月にあたり、30日間ある。
夏と秋の境目とした季節である。
日本では、旧暦9月を長月（ながつき）と呼び、現在では新暦9月の別名としても用いる。長月の由来は、「夜長月（よながつき）」の略であるとする説が最も有力である。他に、稲熟月(いなあがりつき)や稲刈月(いなかりつき)などが変化したものとする説もある。また、「寝覚月（ねざめつき）」の別名もある。
北海道アイヌ語旭川方言では、9月を「流し網漁をする月」を意味するヤㇱチュㇷ゚（アイヌ語: yas cup）と呼ぶ。
英語での月名 September は、ラテン語表記に同じで、これはラテン語で「第7の」という意味の septem の語に由来しているのに不一致が生じているのは、紀元前153年に、それまで3月を年の始めとしていた慣例を1月に変更したにもかかわらず、名称を変えなかった為であり、7月と8月にローマ皇帝の名が入ってずれたというのは俗説である。これは7月がガイウス・ユリウス・カエサルによって Julius に改める以前は Quintilisといい、これがラテン語で「第5の」という意味の quintus の語に由来していて、既にずれが発生していたことからもわかる。
日本の学校年度や会計年度は大半が4月始まりであるが、世界に目を向けると9月を採用している国が多い（アメリカ合衆国、カナダ、ヨーロッパ、中華人民共和国など）。
9月はその年の12月と同じ曜日で始まる。

## 異名
- ながつき（長月）
- いろどりづき（彩月）
- いわいづき（祝月）
- えいげつ（詠月）
- きくさきづき（菊開月）
- きくづき（菊月）
- くれのあき（晩秋）
- げんげつ（玄月）
- けんじゅつづき（建戌月）
- せいじょづき（青女月）
- ちくすいづき（竹酔月）
- ねざめづき（寝覚月）
- ばんしゅう（晩秋）
- ぼしゅう（暮秋）
- もみじづき（紅葉月）

## 9月の年中行事
- 9月1日 - 防災の日（日本）[4]
- 9月第1月曜日 - 労働者の日（アメリカ合衆国、カナダ）
- 9月15日ごろ - 月見（日本）
- 9月第3月曜日 - 敬老の日（日本）
- 9月20日から9月26日まで - 動物愛護週間（日本）
- 9月20日ごろ - 空の日（日本）
- 9月23日ごろ - 秋分の日（日本）

## 9月に行われるスポーツ
- 上旬から下旬 - 大相撲九月場所（国技館）
- 最終土曜 - AFLグランドファイナル（オージーフットボール）

## 9月をテーマにした作品
- アース・ウィンド・アンド・ファイアー - 「September」[5]
- RCサクセション - 「九月になったのに」
- aiko - 「September」
- 飯島真理 - 「9月の雨の匂い」
- 一風堂、SHAZNA（カバー） - 「すみれ September Love」
- ENDLESS - 「九月の雨」
- 太田裕美 - 「九月の雨」「お墓通りあたり」
- 久保田早紀 - 「九月の色」
- グリーン・デイ - 「Wake Me Up When September Ends」
- クレイジーケンバンド - 「せぷてんばぁ」
- 佐々木幸男 - 「セプテンバー・バレンタイン」
- C-C-B - 「そして9月」
- 島田奈美 - 「九月には微笑んで」
- サカナクション　‐　「セプテンバー」
- サザンオールスターズ - 「湘南SEPTEMBER」
- the brilliant green - 「SEPTEMBER RAIN」
- スターダストレビュー - 「9月の海」
- 高橋洋子 - 「9月の卒業」
- 竹内まりや - 「September」
- TUBE - 「lady September」
- チューリップ (バンド) - 「セプテンバー」
- 徳永英明 - 「9月のストレンジャー」
- 中島みゆき -「船を出すのなら九月」
- 夏木マリ - 「九月のマリー」
- 林原めぐみ - 「9月の扉」
- PE'Z - 「九月の空 -KUGATSU NO SOLA-」
- 松岡直也&ウィシング - 「九月の風」
- 松任谷由実 - 「9月には帰らない」、「September Blue Moon」、「9月の蝉しぐれ」、「サファイアの9月の夕方」
- 南沙織 -「九月になれば」、「九月のエピソード」
- ムーンライダーズ - 「9月の海はクラゲの海」
- 矢野顕子 - 「長月・神無月」
- RADWIMPS - 「セプテンバーさん」

## その他
- 星座 - 乙女座（9月22日頃まで）、天秤座（9月23日（秋分）頃から）